# Louisville Open 1978
Il Louisville Open 1978 è stato un torneo di tennis giocato sulla terra verde. È stata la 9ª edizione del torneo, che fa parte del Colgate-Palmolive Grand Prix 1978. Si è giocato a Louisville negli Stati Uniti dal 30 luglio al 5 agosto  1978.

## Campioni

### Singolare maschile
Harold Solomon ha battuto in finale  John Alexander con il punteggio di 6–2, 6–2

### Doppio maschile
Wojciech Fibak /  Víctor Pecci hanno battuto in finale  Victor Amaya /  John James con il punteggio di 6–4, 6–7, 6–4